# Union patriotique grecque populaire
L'Union patriotique grecque populaire (en grec moderne : Λαϊκή Ελληνική Πατριωτική Ένωση / Laïkí Ellinikí Patriotikí Énosi), plus connu sous son acronyme, Λ.Ε.Π.ΕΝ. / LEPEN, est un parti politique nationaliste grec et d'extrême droite, en Grèce. 

## Histoire
Fondé en 2015 par l'activiste politique Christos Rigas, il sert de parti nationaliste visant à reproduire le succès d'Aube dorée. Christos est auparavant membre de ce parti, mais il le quitte après des conflits avec la direction et la perception du public. LEPEN cherche à devenir un remplaçant modéré d'Aube dorée, et prétend n'avoir aucun lien avec le néonazisme et le néofascisme, la direction du parti rejetant ces deux idéologies.
Le parti se présente comme un parti de « nationalistes purs », ciblant les nationalistes de droite comme sa principale base de vote. Il reçoit le soutien de membres de l'ancienne Union politique nationale, un parti anticommuniste dirigé par le dictateur Geórgios Papadópoulos. LEPEN reçoit également le soutien de membres de l'Alerte populaire orthodoxe, un parti populiste de droite, et même de son rival Aube dorée.
Le parti est communément désigné par l'acronyme LEPEN, la direction du parti confirme que cet acronyme est également une référence à l'homme politique français, Jean-Marie Le Pen qu'ils décrivent comme un « grand leader nationaliste - et philhellène - français », mais aussi à sa fille Marine Le Pen.

## Idéologie
Le parti affirme se fonder sur les traditions et les croyances de l'Église orthodoxe. Le manifeste du parti affirme que ses principaux objectifs sont de préserver et de promouvoir la culture grecque et de « transmettre les idées et les valeurs sans cesse changeantes de l'hellénisme et de les transformer dans les nouvelles générations, par la poursuite de la civilisation grecque antique adaptée aux besoins d'aujourd'hui, la diffusion de sa haute destination culturelle, la proclamation et la promotion des principes d'égalité, d'égalité et de méritocratie ».
Le parti soutient les convictions politiques du phalangiste espagnol José Antonio Primo de Rivera.

## Relations internationales
En 2018, le parti LEPEN devient membre de l'Alliance pour la paix et la liberté, un parti politique européen d'extrême droite qui comprend également, outre LEPEN, Forza Nuova, le Mouvement Nation, le Parti national-démocrate d'Allemagne, le Parti populaire « Notre Slovaquie », Noua Dreaptă, Démocratie nationale, le Parti des travailleurs pour la justice sociale (en) et le Parti Roumanie unie.
Le parti prétend avoir des contacts avec le Rassemblement national français et le Parti de la liberté d'Autriche.

## Source de la traduction
- (en) Cet article est partiellement ou en totalité issu de l’article de Wikipédia en anglais intitulé « LEPEN (political party) » (voir la liste des auteurs).